# Fontanes (Lot)
Fontanes è un comune francese di 513 abitanti situato nel dipartimento del Lot nella regione dell'Occitania.

## Società

### Evoluzione demografica
Abitanti censiti